# Сенопункт
Сенопункт — упразднённый в 1957 году посёлок в Медвежьегорском районе Республики Карелия Российской Федерации.   Включён в черту села Великая Губа, ныне (2025) административного центра Великогубского сельского поселения.

## География
Расположен был на восточном берегу Великой губы Онежского озера.

## История
В результате сокращения населения в 1957 году деревни Верховье, Репный Посад, Великогубский погост, Моглецы, Тарасы и посёлки МТС и Сенопункт были объединены под общим названием Великая Губа.